# マイケル・オーヴィッツ
マイケル・オーヴィッツ（Michael S. Ovitz、1946年12月14日 - ）は、アメリカ合衆国の元ハリウッド代理人、現実業家。ハリウッドの最強代理業者Creative Artists Agency（クリエイティヴ・アーティスツ・エージェンシー）の創設者。

## 略歴
- カリフォルニア州ロサンゼルス北部のヴァレー地区に東欧ユダヤ系の子として生まれる。
- 高校の同級生にジャンクボンドで全米を騒がせたマイケル・ミルケンがいる。UCLAで経済学を学ぶ。
- 大学時代にやったユニバーサル・スタジオでツアーガイドのバイトを始めた事により、エンターテイメント業界に興味を示す。
- 卒業後、当時大手のハリウッド代理人であったウィリアム・モリス・エージェンシーに郵便仕分係として入社。そこで頭角を現す。1975年、ロン・マイヤー（現・ユニバーサル・スタジオ最高責任者）ウィリアム・ヘイバー、マイケル・ローゼンフェルド、ローランド・パーキンズら同僚5人と共にWMAを退社した。
- 同社から僅か5分の所にあるセンチュリー・シティにクリエイティヴ・アーティスツ・エージェンシーを設立。数千万円の借金を銀行からし、当時の電話番は各エージェントの妻が担当していた。

## 現在
- 翌年、自らタレント・マネージメント会社A.M.G.（Artists Management Group）を設立するも、「ハリウッドはゲイマフィアの巣窟」発言がハリウッドの同性愛者の重役達の怒りを買い、事実上業界から消された形となっている。近年はウェスト・ロサンゼルスで寿司屋経営や投資を中心に活動している。